# Холивуд
Холивуд (енгл. Hollywood), неформално познат као Тинселтаун (енгл. Tinseltown), је градска четврт Лос Анђелеса. Холивуд је синоним за америчку филмску индустрију и људе повезане са њом. Бројни филмски студији се налазе на овом подручју, међу којима су Sony Pictures, The Walt Disney Studios, Paramount Pictures, Warner Bros. и Universal Pictures.
Холивуд је 1903. године успостављен као општина. Северни и источни делови насеља су спојени са градом Лос Анђелесом током 1910. године. Убрзо након тога, филмска индустрија се преселила у то подручје.
Многи од холивудских биоскопа се користе за велике филмске премијере, а и додела Оскара се такође одвија овде. Холивуд је популарно место за ноћни живот и омиљена дестинација туриста из целог света. Тренутно, Холивуд нема одређене границе (Лос Анђелес нема званичних четврти). Као део Лос Анђелеса, он нема градске власти, али постоји именовани функционер који служи као „почасни градоначелник” за церемонијалне догађаје.

## Клима
| Клима Холивуда              | Клима Холивуда | Клима Холивуда | Клима Холивуда | Клима Холивуда | Клима Холивуда | Клима Холивуда | Клима Холивуда | Клима Холивуда | Клима Холивуда | Клима Холивуда | Клима Холивуда | Клима Холивуда | Клима Холивуда |
| Показатељ \ Месец           | .Јан.          | .Феб.          | .Мар.          | .Апр.          | .Мај.          | .Јун.          | .Јул.          | .Авг.          | .Сеп.          | .Окт.          | .Нов.          | .Дец.          | .Год.          |
| --------------------------- | -------------- | -------------- | -------------- | -------------- | -------------- | -------------- | -------------- | -------------- | -------------- | -------------- | -------------- | -------------- | -------------- |
| Апсолутни максимум, °C (°F) | 33 (91)        | 33 (91)        | 34 (94)        | 41 (106)       | 39 (102)       | 44 (112)       | 42 (107)       | 41 (105)       | 43 (110)       | 42 (108)       | 38 (100)       | 33 (92)        | 44 (112)       |
| Максимум, °C (°F)           | 19,7 (67,5)    | 19,9 (67,8)    | 20,6 (69,1)    | 22,1 (71,7)    | 23 (73,4)      | 24,9 (76,8)    | 27,6 (81,7)    | 28,4 (83,2)    | 27,8 (82,1)    | 25,4 (77,7)    | 22,3 (72,2)    | 19,5 (67,1)    | 23,4 (74,2)    |
| Минимум, °C (°F)            | 8,9 (48,1)     | 9,4 (49,0)     | 10,4 (50,7)    | 11,7 (53,0)    | 13,7 (56,6)    | 15,4 (59,8)    | 17,4 (63,3)    | 17,6 (63,7)    | 16,9 (62,4)    | 14,6 (58,2)    | 11,2 (52,1)    | 8,7 (47,6)     | 13 (55,4)      |
| Апсолутни минимум, °C (°F)  | −2 (28)        | 1 (34)         | 2 (35)         | 3 (37)         | 6 (42)         | 9 (49)         | 12 (53)        | 11 (51)        | 8 (46)         | 4 (40)         | 1 (34)         | −4 (24)        | −4 (24)        |
| Количина падавинаmm (in)    | 88,1 (3,47)    | 96,8 (3,81)    | 82,3 (3,24)    | 21,6 (0,85)    | 7,9 (0,31)     | 1,8 (0,07)     | 0,5 (0,02)     | 3,6 (0,14)     | 8,9 (0,35)     | 9,9 (0,39)     | 29,5 (1,16)    | 50,3 (1,98)    | 401,3 (15,80)  |
| Извор:                      |                |                |                |                |                |                |                |                |                |                |                |                |                |